# 톰 힝글레이
톰 힝글레이(Tom Hingley, 1965년 7월 9일~)는 영국의 록 밴드인 인스파이럴 카페츠의 음악가로 잘 알려져 있다.